# Fiat Ecobasic
Fiat Ecobasic es un automóvil concepto de la marca italiana Fiat presentado en el año 2000 en el Salón del Automóvil de Ginebra, que sintetiza el enfoque de la marca hacia la producción de automóviles reciclables y de bajo costo.

## Características

### Estructura
El Fiat Ecobasic presenta un marco estructural fuerte y un peso contenido gracias al uso de materiales como el plástico pigmentado, que fueron aplicados en las zonas de la carrocería que más sufren, como el parachoques, las aletas y los paneles de las puertas. En el capó así como la estructura de las puertas y el techo se utilizó plástico termoendurecedor, un material rígido y ligero. Se usó además policarbonato transparente para las lunas, y acero únicamente para la plataforma y el chasis. Estos materiales no solo permitían una reducción de peso y costes considerables, sino que además evitan reparaciones complejas en caso de daño. El Ecobasic tiene un coeficiente de penetración aerodinámica de 0,28.
Uno de los más importante avances en el proceso de fabricación y distribución del Fiat Ecobasic esta en el proceso de pintado, usando una tecnología de doble cataforesis, para un mejor agarre de la pintura a los paneles de la carrocería.

### Interior
El interior del Ecobasic fue concebido de manera austera y funcional, quedan parte del chasis a la vista, sin revestimientos interiores, tanto en las puertas, como en el piso y los laterales. La consola está compuesta por una estructura tubular a la que se fijan los alojamientos portaobjetos. La instrumentación, los mandos del cambio secuencial y los controles de ventilación se encuentran en el centro, dispuestos de forma cilíndrica. El habitáculo es también modulable, desde la elección de asientos de una funda con suave relleno o simplemente una red elástica, hasta los asientos traseros plegables hacia los laterales. 

### Motor
El propulsor del Ecobasic se trata de un 1.2 litros JTD, 16 válvulas, MultiJet, que representaba la segunda generación de los Diesel con "common rail", desarrollando una potencia de 61 CV. El motor se caracterizaba por unos consumos ajustados, de tal manera que, junto con la favorable aerodinámica (Cx de 0,28) y el peso total de 750 kg, se consigue llegar a consumos de 3 litros por cada 100 kilómetros. El motor va asociado a una caja de cambios secuencial de 5 velocidades, con programa estándar y económico.

### Consumo y emisiones
A través de una prueba independiente por el TUeV alemán, el Ecobasic ha demostrado que produce solo 76 gramos de CO2 y 0.025 gramos de partículas por kilómetro recorrido. El consumo real registrado por el TUeV del gobierno alemán es de 2,86 y 2,89 litros por cada 100 km. Según estas mediciones las emisiones del Ecobasic ya aprobaban la norma Euro 4, que se hizo efectiva en el año 2005.

### Reconocimientos
- Automotive World, “Environment car”, Paris 2000[8]
- Automotive World, “Best Design Team”, Paris 2000
- Automotive News, “Best Concept Car Interior”, Paris 2000